# Scydmaenus rufus
Scydmaenus rufus är en skalbaggsart som beskrevs av Müller och Kunze 1822. Scydmaenus rufus ingår i släktet Scydmaenus, och familjen glattbaggar. Enligt den finländska rödlistan är arten sårbar i Finland. Arten är reproducerande i Sverige. Artens livsmiljö är parker, gårdsplaner och trädgårdar.